# Pilea castronis
Pilea castronis är en nässelväxtart som beskrevs av Ellsworth Paine Killip. Pilea castronis ingår i släktet pileor, och familjen nässelväxter. Inga underarter finns listade i Catalogue of Life.